# Consolación del Sur, Cuba
Consolación del Sur là một đô thị và thành phố ở tỉnh Pinar del Río của  Cuba. Đô thị này cũng được gọi là Athens của Vueltabajo.
Consolación del Sur nằm trong một khu vực trồng lúa chính. Đây cũng là khu vực trồng thuốc là của tỉnh Pinar del Río. 
Có 3 nhà thờ trong thành phố này. Thành phố có 2 công viên.
Đô thị này được chia thành các phường (barrio) Alonso de Rojas, Arroyo Colorado, Ceja de Herradura, Colmenar, Herradura, Jagua, Lajas, Legua, Leña, Puerta de Golpe, Palenque, Pilotos, Río Hondo, Ruiz, San Diego de los Baños, San Pablo, Santa Clara, Soledad và Villa.
Năm thành lập là1690.

## Thông tin nhân khẩu
Năm 2004, đô thị Consolación del Sur có dân số 87.500 người. Diện tích là 1.112 km² (429,3 mi²), với mật độ dân số là 78,7người/km² (203,8người/sq mi).